# 프랑스계 아르헨티나인
프랑스계 아르헨티나인(Franco-Argentino)은 아르헨티나에 거주하는 프랑스계 사람들을 지칭하는 말이다. 19세기 중반부터 이민이 시작되었으며, 현재는 타 민족과의 혼혈도 늘어났다.